# Sả vằn
Sả vằn (tên khoa học Lacedo pulchella) là loài chim thuộc chi đơn loài Lacedo, trong họ Bồng chanh (Alcedinidae) (có tài liệu xếp vào họ Sả (Halcyonidae). Loài chi này phân bố ở các khu rừng thấp nhiệt đới tại Myanmar, Thái Lan, Campuchia, Việt Nam, Lào, Malaysia, Sumatra, Java và Brunei. Loài này đã tuyệt chủng tại Singapore.

## Phân loài
Sả vằn có chiều dài thân 20 cm. Có ba phân loài:
- L. p. pulchella: Phân loài điển hình, sinh sống ở Malaysia bán đảo về phía nam 7° vĩ bắc, Sumatra, quần đảo Riau, bắc quần đảo Natuna và Java.
- L. p. amabilis (đồng nghĩa: Carcineutes amabilis Hume, 1873): Sinh sống ở các khu rừng miền nam Myanmar, Thái Lan, miền nam Việt Nam. Kích thước lớn hơn phân loài điển hình một chút.
- L. p. melanops (đồng nghĩa: Halcyon (Paralcyon) melanops): Sinh sống ở đảo Borneo và Bangka.

## Hình ảnh

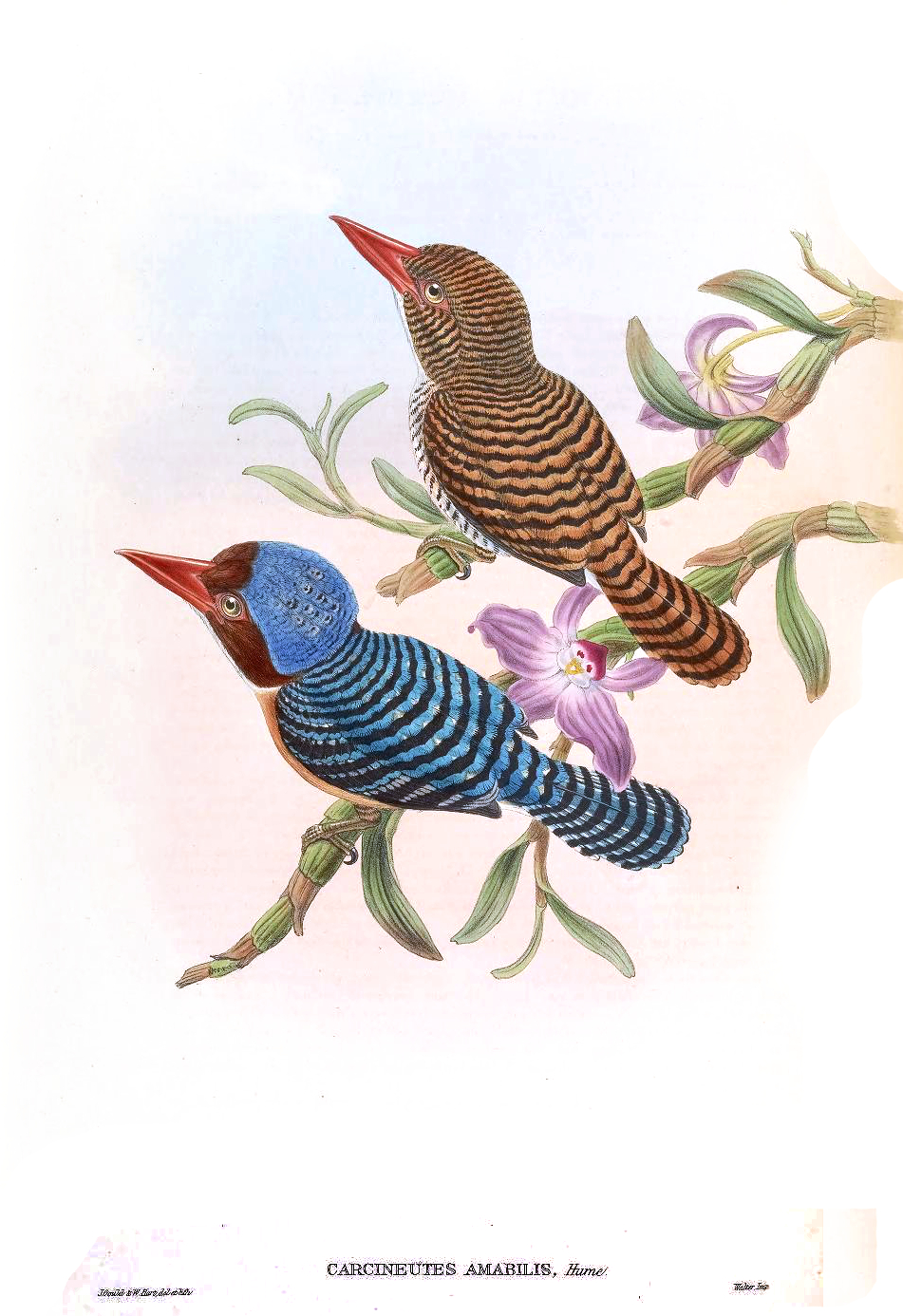
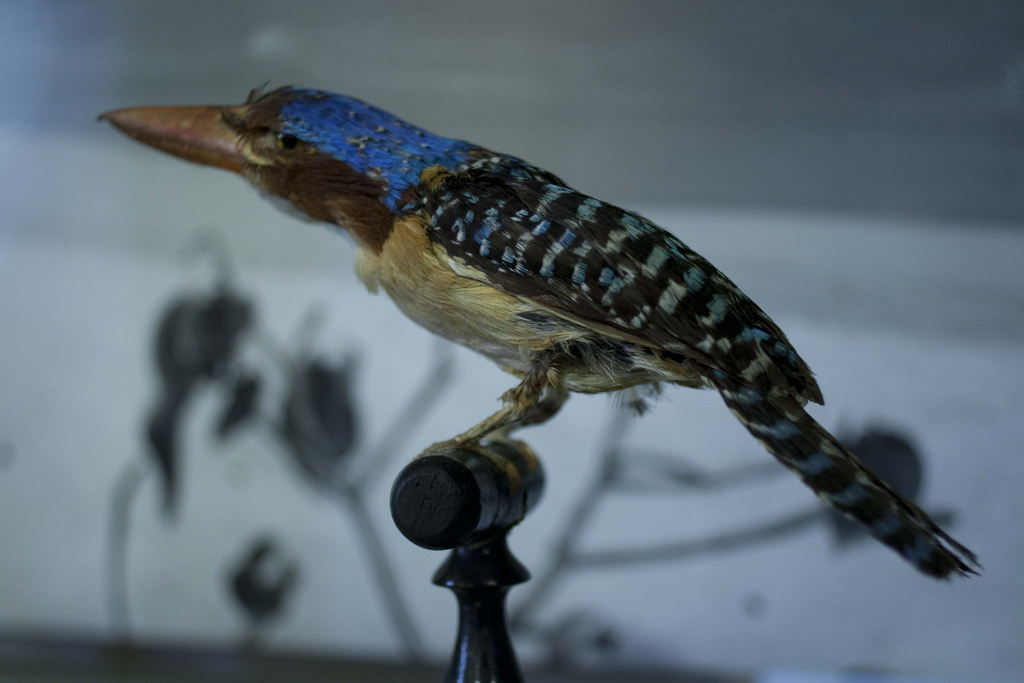
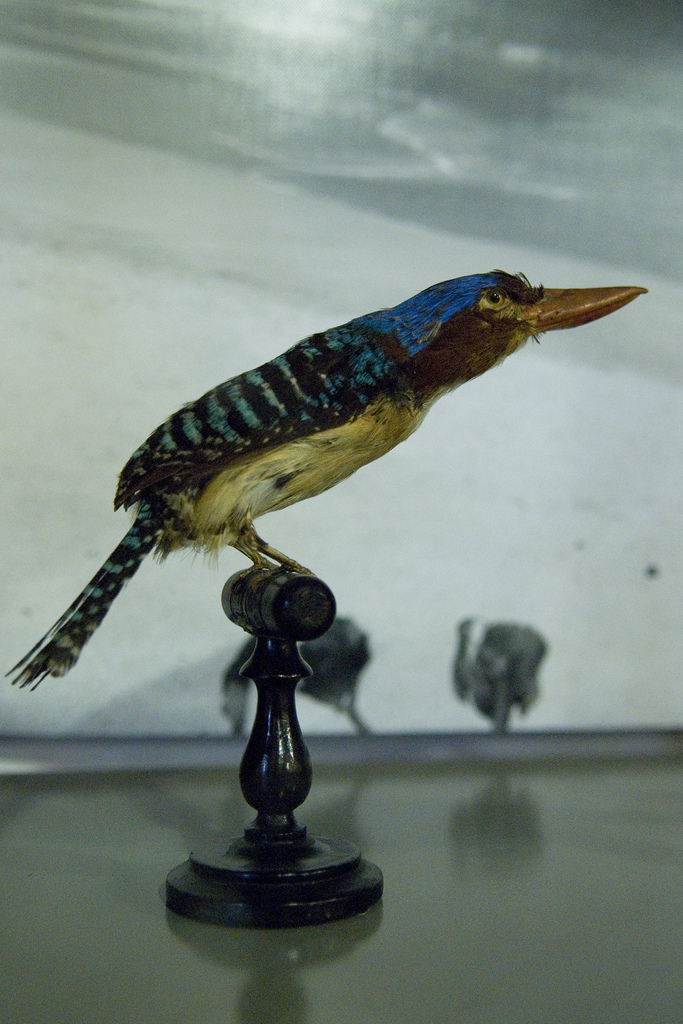
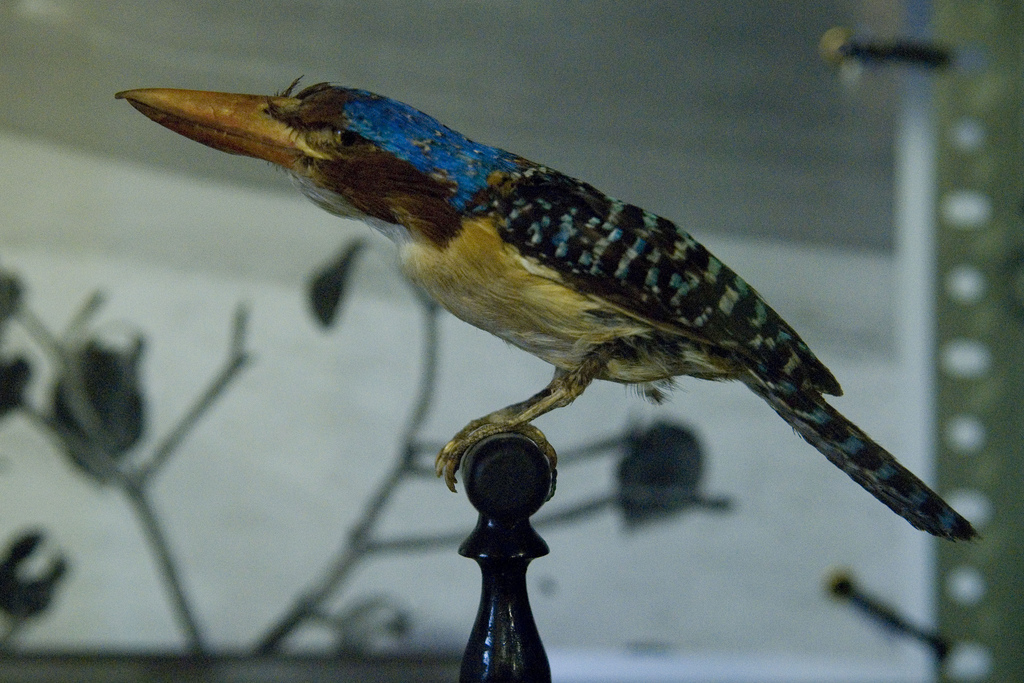